# Matthew Talbot
Matthew Talbot (nacido en Dublín, 2 de mayo de 1856 - muerto en la misma ciudad, 7 de junio de 1925), también conocido como Matt Talbot, era un obrero y laico católico irlandés, quien en su juventud, antes de su conversión, cayó en el vicio del alcoholismo.
Era el segundo de los doce hijos de Charles y Elizabeth Talbot, una familia pobre de Dublín. Su padre y todos sus hermanos, salvo el mayor, eran bebedores compulsivos. En 1868, dejó la escuela a los 12 años y empezó a trabajar para un comerciante de vinos. Al muy poco tiempo, empezó a “probar la mercadería” y a los 13 años la gente que lo conocía ya lo consideraba un alcohólico sin remedio. Frecuentaba bares en la ciudad con sus hermanos y amigos, gastando allí casi todo su sueldo. Cuando se quedaba sin dinero, pedía prestado o mendigaba. Llegó a empeñar su ropa y sus botas para comprar alcohol. En una ocasión, le robó un violín a un músico ambulante y lo vendió para comprar bebida. Su madre le rogaba siempre al joven Matt para que deje de beber y cambie de vida, pero el joven obrero estaba dispuesto hasta vender todo lo que tenía para seguir emborrachándose. 
Una noche de 1884,a los 28 años, sin dinero ni crédito, se sentó afuera de un bar con la esperanza de que alguien le invitara un trago. Habiéndose cruzado con varios amigos sin que estos le invitaran, se fue a su casa disgustado y le prometió a su madre que dejaría de tomar. Fue al seminario de Holy Cross, donde hizo la promesa de no beber por tres meses. Luego, volvió y renovó la promesa por seis meses y, finalmente, la renovó de por vida, luego de 16 años de beber en exceso.

Mantuvo la sobriedad por los 40 años de su vida restantes. Encontraba fuerza y esperanza en la oración, en ir a Misa a diario y leyendo. Pagó minuciosamente todas sus deudas. Buscó al músico a quien le había robado el violín, pero al no encontrarlo, donó el equivalente en dinero a su parroquia y pidió por él en Misa. Comenzó a vivir una vida rigurosa y ascética, siempre llevaba una cadena bajo su overall (ropa laboral). Matt no solamente dejó el alcohol, también dejó el cigarrillo (era un fumador empedernido), y hacia ayuno y oración incluso hasta en las jornadas de trabajo, Matt rezaba el Santo Rosario.
También donó sus escasos ahorros para ayudar a sacerdotes irlandeses que irían a predicar a China.  El 7 de junio de 1925, en Dublín, de camino a la misa del domingo de la Santísima Trinidad, Matt sufrió un ataque cardíaco y falleció. En la calle, nadie pudo identificarlo. Fue llevado al hospital, donde lo desvistieron y descubrieron hasta dónde había llegado su ascetismo. Se había atado una cadena alrededor de su cintura, un brazo y una pierna, y se había atado cuerdas en su otro brazo y pierna. Esto no era una forma extrema de penitencia, sino un símbolo de su entrega a la Virgen María, a quien se entregó totalmente como su servidor.
El Papa Juan Pablo II lo declaró Venerable en 1994 y hoy, está en la etapa final de su proceso de beatificación. Se lo considera el patrono de los alcohólicos rehabilitados, así como de las personas que enfrentan vicios o adicciones, tentaciones,de los casos difíciles de resolver así como también de los obreros y zapateros.